# Michael Strank
Le sergent Michael Strank, né le 10 novembre 1919 et décédé le 1er mars 1945, fut l'un des six Marines américains immortalisé par Joe Rosenthal sur la photographie Raising the Flag on Iwo Jima, lors de la bataille d'Iwo Jima durant la Seconde Guerre mondiale.

## Biographie
Michael Strank est né à Jarabina, un petit village en Tchécoslovaquie, de nos jours en Slovaquie. Il est le fils de Vasil Strank et Martha Grófiková, natifs d'un village ukrainien,. Le père de Michael s'installe près de Johnstown, en Pennsylvanie, il trouva du travail dans les mines de charbon de la Bethlehem Steel Corporation. Il fit venir sa famille trois ans plus tard, après avoir économisé le montant du voyage.
Strank fréquenta les écoles de Johnstown et obtint le diplôme d'études secondaires en 1937. Il rejoignit le Civilian Conservation Corps, où il resta pendant 18 mois, puis est devenu un ouvrier route pour l'État.
Il s'enrôla dans le Corps des Marines pour quatre ans à Pittsburgh le 6 octobre 1939. Il fut affecté à la Marine Corps Recruit Depot, après avoir terminé sa formation de recrue en décembre 1939. Soldat de première classe, Strank s'embarqua le 17 janvier 1940 pour Camp de Guantánamo, à Cuba. Strank rejoignit le 3e Bataillon, du 7e corps des Marines, 1st Marine Brigade. Le 8 avril 1940, il retourna aux États-Unis. En septembre, Strank se déplaça avec sa division à New River, en Caroline du Nord. Il fut promu au grade de caporal le 23 avril 1941, et au grade de sergent le 26 janvier 1942.
Au début du mois avril 1942, le 3e bataillon du 7e Marines st transféré à San Diego, en Californie. Le 31 mai 1942, le bataillon atterrit à Ouvéa. En septembre, il est transféré au 3e bataillon des Marine Raiders, également à Ouvéa. Il participe aux opérations de débarquement et d'occupation de l'île de Pavuvu, dans les îles Russell, du 21 février 1943 jusqu'à 18 mars, puis participe à la bataille de Bougainville du 1er novembre 1943 au 12 janvier 1944. Le 14 février 1944, il retourne à San Diego et est autorisé à rendre visite à sa famille.
À son retour de congé, le sergent Strank rejoignit le 2e Bataillon, 28e régiment de Marines, 5e division de la marine. Il fut placé à la tête d'une escouade. Après une formation approfondie à Pendleton Marine Corps Base Camp à Hawaii, Strank et ses hommes faisaient partie du débarquement amphibie sur Iwo Jima le 19 février 1945. Il fut chargé par un officier de hisser un grand drapeau en haut du mont Suribachi afin qu'il puisse être vu à grande distance. Tout en faisant cela, lui et les cinq autres hommes ont été photographiés. Cette photo a été plus tard intitulé Raising the Flag on Iwo Jima, et est depuis devenu la photo la plus copiée dans l'histoire.
Le chef de groupe de la photographie de Rosenthal était Strank lui-même, à qui on avait donné l'ordre de tirer une ligne de téléphone sur le mont Suribachi, et qui était accompagné pour cette mission des Marines Harlon Block, Ira Hayes et Franklin Sousley. Arrivés à mi-hauteur du mont Suribachi, ils furent rejoints par Rene Gagnon, qui, sur ordre du lieutenant-colonel Chandler Johnson, avait pour mission de remplacer le drapeau déjà présent sur le sommet par un drapeau plus grand.
À la fin de mars, trois des six hommes de la photographie avaient été tués au combat, y compris Strank, ne sachant jamais l'impact que la photographie aurait. Un autre des six, John Bradley, avait été blessé au combat et envoyé hors de la zone de combat.
Après la chute du mont Suribachi, il fut déplacé vers le nord avec son unité. Les combats furent très durs, les Japonais et les forces américaines subirent des pertes sévères. Le 1er mars 1945, son équipe essuie des tirs nourris, et sont mis à couvert. Tout en formant un plan d'attaque, il a été tué par des tirs d'artillerie amie. L’obus qui a tué le sergent Strank a certainement été tiré du large par un navire américain. Le caporal Harlon Block, prit le commandement. Plus tard ce même jour, Block perdit aussi la vie, tué par un tir de mortier japonais.
Strank a été enterré dans le cimetière de la 5e Division Marine avec les derniers sacrements de l'Église catholique romaine. Il était la première personne sur la photographie à mourir. Le 13 janvier 1949, ses restes furent inhumés au Arlington National Cemetery. Strank avait deux frères, et l'un d'eux, Peter Strank, servait à bord du porte-avions USS Franklin dans le Pacifique Nord.